# Рамішвілі Ісидор Іванович

Грузини, члени державної Думи Першого скликання від Тифліської та Кутаїської губерній; зліва на право сидять: Йосип Баратов, Ное Жорданія, Серго Джапарідзе, Ісидор Рамішвілі; стоять: Вано Гомартелі, Симон Церетелі

Ісидор Іванович Рамішвілі (груз. ისიდორე ივანეს ძე რამიშვილი; 1859—1937) — грузинський політик, соціал-демократ, меншовик, за професією — вчитель, депутат Державної думи I скликання від Кутаїської губернії.

## Біографія
Народився 1859 року у родині селян в селищі Суребі Озургетського повіту Кутаїської губернії. Закінчив Озургетське духовне училище, а потім у 1885 році Тифліську духовну семінарію. Працював учителем у Сенакській дворянській школі у Мінгрелії. Був викладачем у Батумському грузинському училищі Товариства поширення грамотності серед грузинів, а потім у Владикавказькому міському училищі того ж товариства.
Був членом Російської соціал-демократичної робітничої партії (РСДРП), належав до фракції меншовиків. У 1903 Кутаїське губернське жандармське управління залучило його до свідчення у справі про «Батумський соціал-демократичний комітет».
У 1905 році Рамішвілі перебував під слідством, але втік, розшукувався поліцією. Затриманий 14 серпня 1905 року в Тифлісі, ув'язнений у Метехі. Слідство припинено за указом Сенату від 21 жовтня 1905 року. У грудні 1905 року очолив бюро страйкового комітету в Тифлісі. Знову заарештований і знову ув'язнений в Метехському замку.
10-25 квітня 1906 року делегат від Тифліської організації IV об'єднавчого з'їзду РСДРП у Стокгольмі. Відряджений з'їздом на Кавказ.

### Державна Дума

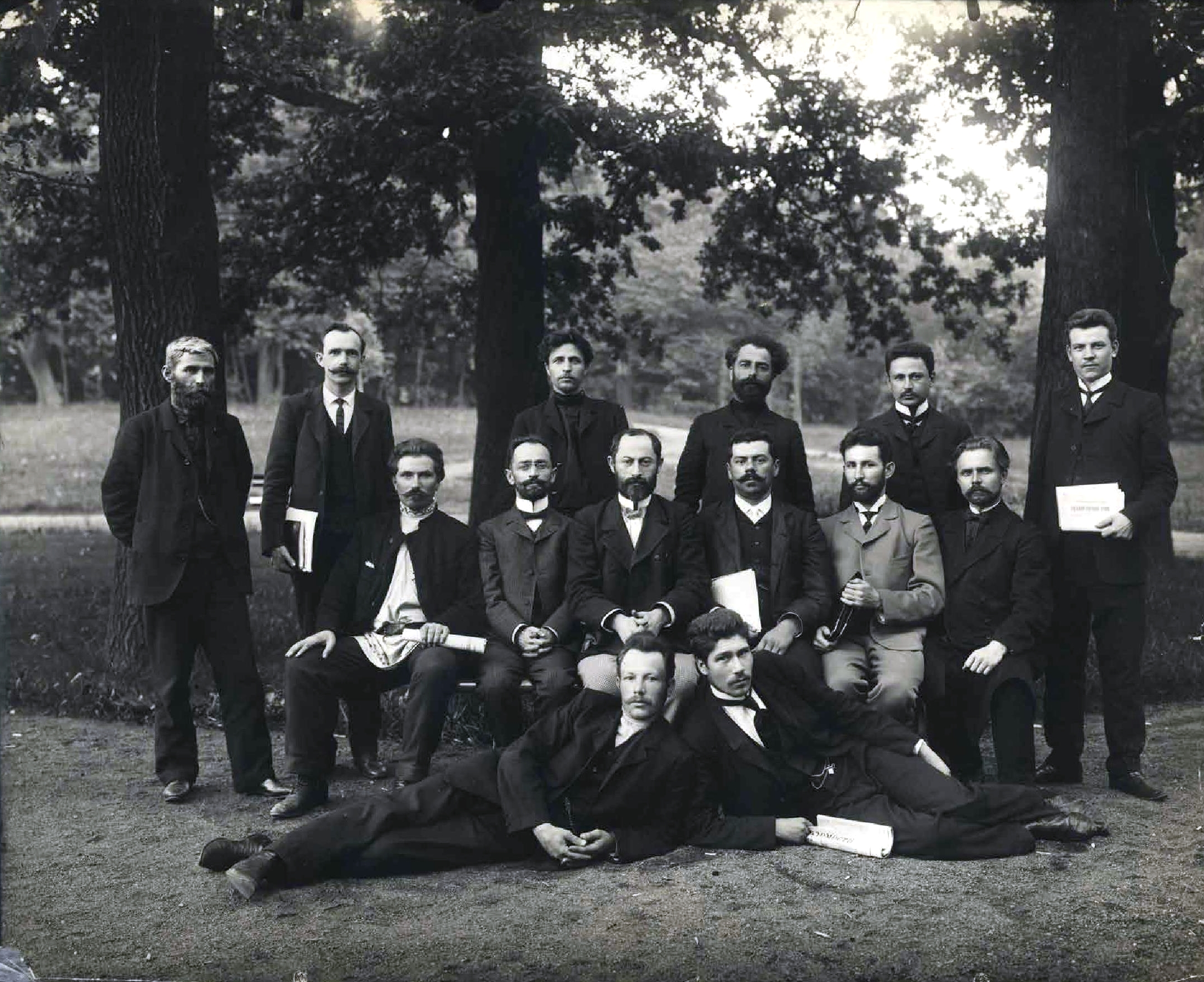
Соціал-демократична фракція I Державної думи. Стоять: І. І. Рамішвілі, І. Ф. Савельєв, З. І. Вировий, С. М. Церетелі, І. Г. Гомартелі, О. І. Смірнов; сидять: М. І. Михайличенко, С. Д. Джапаріде, Н. М. Жорданія, В. О. Ільїн, П. А. Єршов, І. О. Шувалов; лежать: В. М. Чурюков, І. І. Антонов

24 травня 1906 року обраний до Державної думи I скликання від загального складу виборників Кутаїських губернських виборчих зборів. Входив до Соціал-демократичної фракції. Багаторазово виступав у Думі.
2 червня Рамішвілі брав участь в обговоренні організації продовольчої допомоги населенню, яке постраждало від неврожаю. 9 червня Рамішвілі виступав із питання про білостоцький погром, він почав із того, що назвав міністра внутрішніх справ Столипіна «народним ворогом». «Народний ворог — це занадто сильний вираз» перервав його голова Муромцев. «Вороги ми чи друзі з урядом — це покаже майбутнє» — парирував Рамішвілі :328.
15 червня він виступив з приводу запиту про 27 солдатів Мінгрельського полку, яким загрожує смертна кара :152. 16 червня свій виступ щодо законопроєкту про свободу зборів Рамішвілі під оплески завершив словами «хто завадить йому [народу] збиратися, той буде народним ворогом»:387.
19 червня Рамішвілі різко і емоційно говорив з приводу промови Головного військово-морського прокурора Павлова, що не відбулася, «геть цих людожерів! геть цих катів!» під тривалі оплески закінчив депутат :169. 20 червня свій черговий виступ щодо законопроєкту про свободу зборів Рамішвілі почав із твердження, що «велика російська революція очистить і висушить те болото, в якому вязне російське суспільство» :393.
27 червня Рамішвілі зачитав отриману з Тифліса телеграму, що повідомляла про намір генерал-губернатора заарештувати редактора журналу «Устань сплячий» Ростовського, але оскільки Ростовський зник, надійшло розпорядження вислати в Олонецьку губернію дружину редактора і 7 його дітей :441. 4 липня Рамішвілі виступив від імені соціал-демократичної фракції із редакційними поправками до звернення до народу.
6 липня він виступав у ході дебатів з доповіді аграрної комісії. Рамішвілі сказав, що завдання Думи він бачить у тому, щоб «прискорити процес загибелі старої влади та підняття народної влади» :475. Рамішвілі також повідомив про відмову Соціал-демократичної фракції брати участь у виборах депутації на Конгрес Міжнародного третейського суду у Лондоні; заявив: «У нас немає закону, немає судочинства, а є лише поліцейський статут. Цей статут не лежить лише в поліції, він лежить і в суді, і в церкві, і в школі». Від імені 13 членів Державної думи вніс резолюцію щодо ставлення до уряду.
10 липня 1906 року у Виборзі підписав Виборзьке звернення. 18 грудня 1907 року особливою присутністю Санкт-Петербурзької судової палати засуджений до 3 місяців в'язниці та позбавлений виборчих прав.

### Після розгону Думи
У вересні 1906 перебував на нелегальному становищі в Баку, там займався революційною пропагандою. Підпільна кличка — «Старий». Один із керівників страйку команд торговельного флоту в Баку. Брав участь у складанні маніфестів «До армії та флоту» та «До всього російського селянства». У травні — червні 1907 року Рамішвілі делегат V Лондонського з'їзду РСДРП від Бакинської організації соціал-демократів. У 1908 році висланий до Астраханської губернії. У 1909 році висланий до В'ятської губернії. У квітні 1911 року все ще знаходився в засланні.
У 1913 був знову заарештований і потім висланий до Самарської губернії. З 1914 по 1917 в засланні в Самарі.

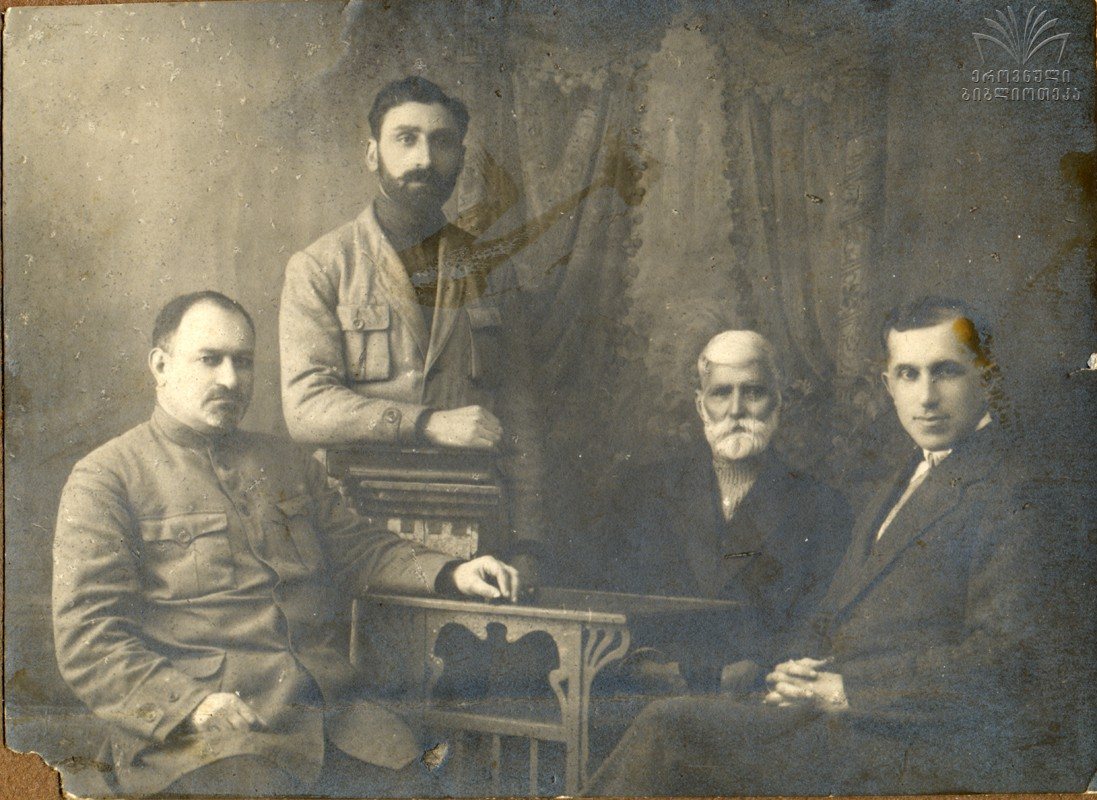
Володимир Ахметелашвілі (Ахметелі), Георгій Ахметелашвілі, Ісідор Рамішвілі та Євген (Гено) Урушадзе

### Після Лютневої революції
2 березня 1917 року обраний до першого складу Самарської Ради робочих депутатів, очолив цю раду. Пізніше член Виконкому Петроградської ради. Депутат Установчих зборів від Закавказького виборчого округу за списком № 1 (меншовики). У 1918—1920 входив до складу меншовицького уряду Грузії. На початку літа 1917 року Рамішвілі виступав на Загальнобакинській партійній конференції, де обговорювалося питання про остаточний розрив більшовиків та меншовиків. Учасник Демократичної наради, разом із Жорданією виступав за відмову від коаліційного тимчасового уряду, критикував політику Церетелі.
Підписав Декларацію незалежності Грузії.
У 1918—1919 — член Національної ради Демократичної Республіки Грузія та установчих зборів. Разом з генералом Мазняшвілі керував кампанією захисту грузинських регіонів від турецьких військ. З літа 1918 по вересень 1920 був посланцем уряду Грузії від автономної Абхазії.

### У часи СРСР
Відомості про Ісидора Рамішвілі після 1921 року вкрай суперечливі. Деякі видання повідомляють, що після заняття Грузії частинами Червоної армії Рамішвілі було заарештовано та заслано. Пізніше заарештовано повторно. Потім звільнений та емігрував. Факт еміграції підтверджується багатьма джерелами, але неясно на основі яких даних деякі джерела конкретизують, що Рамішвілі був «висланий за кордон». Але є і вказівки, що Ісідор Рамішвілі зазнавав репресій, починаючи з 1921 р. і був розстріляний під час великого терору.
Згідно з грузинськими джерелами, з 1922 по 1937 рік перебував у засланні послідовно в Московській губернії, Астрахані, Баку, Ташкенті, Ходженті, Владикавказі 20 травня 1931 року, Рамішвілі заарештований в Астрахані, звинувачений у приналежності до контрреволюційної організації та засуджений Особливою нарадою при Колегії ОГПУ СРСР до заслання до Середньої Азії на 3 роки. У цій справі він реабілітований 1989 року.
У 1937 році заарештований за наказом Л. П. Берії та розстріляний у Тбілісі.